# Guillermo Cabanellas
Guillermo Cabanellas de Torres (Melilla, 25 de junio de 1911-Buenos Aires, 13 de abril de 1983) fue un historiador, abogado, editor y lexicógrafo español que desarrolló su actividad en España, Paraguay y Argentina. Fue reconocido como destacado laboralista de Iberoamérica.

## Biografía

### Primeros años
Al momento de su nacimiento en Melilla su padre, el comandante de caballería Miguel Cabanellas Ferrer, estaba organizando las primeras fuerzas regulares indígenas en el Marruecos español. 
Guillermo Cabanellas de Torres obtuvo el grado de licenciado en Derecho en la Universidad de Salamanca a los 19 años y el de doctor en Derecho en la Universidad Central de Madrid.

### Actividad política en España
Fue Presidente de la Asociación Profesional de Estudiantes de Derecho de Madrid, dirigente de la Federación Universitaria Escolar, miembro fundador de la Unión Federal de Estudiantes Hispanos y de la Confederación Internacional de Estudiantes de Derecho y concurrió como delegado de España al congreso de la Confederación Internacional de Estudiantes en reunido en Bruselas en 1930. 
Participó en la fracasada sublevación de Jaca contra la Dictablanda de Dámaso Berenguer y en los movimientos populares que condujeron a la proclamación de la Segunda República Española el 14 de abril de 1931.
Durante el gobierno republicano ejerció los cargos de secretario del Gobierno General de la Guinea Española, de secretario del Jurado Mixto Nacional de Teléfonos y el de secretario jurídico de la Delegación Marítima de la provincia de Murcia. Asimismo practicó la abogacía en Madrid y en Ciudad Real. En 1936 fue candidato a diputado por el Partido Socialista Obrero Español. 
Contrajo matrimonio en Madrid el 16 de julio de 1936. Dos días después, cuando una parte del ejército se levantó en armas contra el gobierno republicano, se encontraba en Zaragoza, donde su padre, el general Miguel Cabanellas Ferrer, se unió al movimiento y tomó el poder en esta ciudad. Esta circunstancia hizo que tanto Guillermo como su esposa quedaran en la zona controlada por los sublevados.
El 24 de julio se constituyó la Junta de Defensa Nacional y el general Cabanellas Ferrer asumió su presidencia. Esto no impidió que comenzaran persecuciones y amenazas de partidarios de los sublevados contra su hijo, lo que se agravó al asumir el general Franco la Jefatura del Estado el 1 de octubre de 1936. Viendo peligrar su vida, Cabanellas de Torres escapó con su esposa a Francia a comienzos de mayo de 1937 y de allí viajaron a Montevideo, Uruguay, donde residieron seis meses.

### Vida en el Paraguay
En 1938 fue con su esposa a vivir a Asunción del Paraguay. Ingresó en la redacción de El País y en enero de 1940 comenzó a desempeñarse como su jefe de redacción. Ocupó el mismo cargo en La Razón. Colaboró en diarios y revistas del Paraguay y en las revistas argentinas Aquí Está y Leoplán. Fue colaborador permanente de La Mañana de Montevideo.
Cursó nuevamente la carrera de abogado en la Facultad de Derecho de la Universidad Nacional de Asunción del Paraguay, en la cual obtuvo también el título de Doctor en Derecho y Ciencias Sociales. Su tesis doctoral: El Derecho del Trabajo y sus contratos, consolidó su especialización en esa rama del Derecho que estaba en proceso de formación.

### Radicación en la Argentina
En 1944 se radicó en Buenos Aires, Argentina, revalidó los títulos universitarios obtenidos en Paraguay y comenzó a ejercer como abogado especializado en cuestiones laborales patrocinando tanto a trabajadores como a empleadores, actividad que prosiguió hasta su fallecimiento. 

### Docencia universitaria
En 1960 fue designado profesor titular, por concurso, en la Facultad de Ciencias Económicas de la Universidad de Buenos Aires en la cual sucedió al jurista socialista Alfredo Lorenzo Palacios al frente de las cátedras de Política Laboral y Social (1962-70) y de Derecho del Trabajo (1960-70). También fue profesor titular de Derecho del Trabajo de la Universidad del Salvador de Buenos Aires y profesor emérito y decano del Departamento de Trabajo de la Universidad Argentina John F. Kennedy de Buenos Aires.
Cabanellas obtuvo designaciones fuera de la Argentina, como profesor extraordinario de Derecho del Trabajo de las Universidades Boliviana de San Francisco Xavier, de Chuquisaca. Central de Ecuador y Autónoma de Santo Domingo (República Dominicana). También fue profesor honorario de las Universidades Madre y Maestra de Santiago de los Caballeros y Universidad Nacional Pedro Henríquez Ureña de Santo Domingo (República Dominicana); San Martín de Porres, de Lima (Perú); Católica Santa María, de Arequipa (Perú) y Santa María de Caracas (Venezuela).

### Actividad como iuslaboralista
Actuó como conjuez de la Suprema Corte de Justicia de Buenos Aires (Argentina) durante varios períodos e integró el consejo de dirección de la publicación Gaceta del Trabajo dedicada al Derecho Laboral.
Fue organizador y participante de numerosos congresos, cursos y conferencias de la especialidad laboral en la Argentina y fuera de ella.
Fue miembro fundador de la Asociación Argentina de Derecho del Trabajo y de la Seguridad Social en 1957 y de la Asociación Iberoamericana de Derecho del Trabajo en 1975.
Actualmente (2007) lleva su nombre una asociación conformada por expertos de toda Iberoamérica, dedicados a la investigación, el estudio y la difusión de las disciplinas del Derecho del Trabajo y de la Seguridad Social.

### Editor y escritor
En la Argentina Cabanellas de Torres desarrolló la mayor parte de su obra. Fundó la Editorial Heliasta y luego adquirió la prestigiosa Editorial Claridad. Disfrutaba de su actividad como editor y se enorgullecía de la factura técnica de los libros que editaba con su supervisión directa y personal.
Escribió el Tratado de Derecho Laboral en cuatro tomos que luego llevó a diez volúmenes en la segunda edición, convirtiéndola en la obra más extensa escrita sobre la materia por un solo autor. Había comprobado que en algunos países de Iberoamérica era difícil editar libros de temas jurídicos referidos a la legislación local pues su demanda no era suficiente para sustentar tales ediciones. Es así que en este tratado Cabanellas hizo un enfoque novedoso ya que no se limitó al Derecho argentino sino que en cada tema incluyó la legislación comparada de los países iberoamericanos, lo cual es una de las razones de la gran difusión e influencia de la obra en Latinoamérica. Otra de sus obras frecuentemente citada en la región es el Diccionario enciclopédico de derecho usual, del que se realizó en 2003 vigésimo quinta edición.

### Sus ideas
Guillermo Cabanellas de Torres estaba identificado con el movimiento republicano español. En la Argentina reanudó su amistad con personalidades republicanas como Leandro Pita Romero y Niceto Alcalá Zamora, el primer presidente de la Segunda República Española. En el exilio mantuvo su nacionalidad española y un profundo amor por su patria de nacimiento. Iberoamérica, región que recorrió en numerosos viajes, era una segunda patria y a la Argentina la consideró el lugar de su radicación definitiva.
Cabe señalar que Cabanellas de Torres unía sus conocimientos de la teoría del Derecho a la experiencia práctica del ejercicio personal de la actividad de abogado. Quizás por ello insistía en la importancia que en la región tenían los órganos administrativos y judiciales encargados de la aplicación de las leyes ya que si por corrupción o falta de medios ellos no eran eficaces, resultaba inútil que se sancionara una legislación que protegiera ampliamente los derechos de los trabajadores.
Cabanellas de Torres nunca se abstuvo de expresar sus opiniones aunque ello le ocasionara críticas o resistencias. Afirmaba que la legislación sindical argentina en cuanto a las preferencias que concedía a los sindicatos con personería gremial (vigentes todavía hoy en 2015) violaba el convenio n* 87 de la Organización Internacional del Trabajo y que la ausencia de un sistema sindical democrático favorecía la corrupción, llevaba a los sindicatos a apartarse de sus fines específicos y en definitiva perjudicaba directamente a los trabajadores.

### Labor de historiador
Durante su estancia en el Paraguay Cabanellas de Torres escribió una biografía del doctor José Gaspar Rodríguez de Francia, dictador de ese país y, ya en la Argentina, escribió dos libros sobre la guerra civil española: La guerra de los mil días y Cuatro generales, ambas en dos volúmenes, consideradas por el propio autor como la "obra de un protagonista o de quien ha estado demasiado cerca de la tragedia para enfocarla con la serenidad que al investigador se le exige o con la minuciosidad de detalles que debe".

### Fallecimiento
Guillermo Cabanellas de Torres falleció en plena actividad en Buenos Aires mientras se desarrollaba el VIII Congreso Iberoamericano y VII Congreso Nacional de Derecho del Trabajo y de la Seguridad Social del que era vicepresidente. Estaba casado con Carmen de las Cuevas con quien tuvo dos hijos, ambos abogados: Ana María Cabanellas de las Cuevas, que pasó a dirigir las editoriales, y Guillermo Cabanellas de las Cuevas, autor de diversas obras jurídicas. También tuvo una hija, fruto de sus relaciones con Cristina Lacal Duvos, llamada María del Carmen, nacida el 14 de julio de 1936.

### Reconocimientos
El costado Este del parque España de Tegucigalpa, cuenta con una plazuela y busto dedicado al Dr Cabanellas.
La Asociación Iberoamericana de Derecho del Trabajo y de la Seguridad Social “Guillermo Cabanellas” lleva el nombre del que fuera su fundador y presidente desde 1972 hasta su fallecimiento en 1983. Igualmente, su el máximo reconocimiento institucional es la Orden “Guillermo Cabanellas”.
Melilla, su ciudad natal le declaró hijo predilecto y asignó su nombre a una plaza al cumplir los 50 años de ejercicio de la profesión de abogado.

## Obras
Escribió las siguientes obras:
- Esclavos. Notas sobre el África Negra. Valencia: Ediciones Cuadernos de Cultura. 1933.
- La revolución social. Madrid: Ediciones Índice. 1933.
- Enjuiciamiento en los Jurados Mixtos. Madrid: Editorial Castro. 1933.
- Militarismo, Militaradas. Acotaciones sobre la historia político-militar de España. Madrid: Editorial Castro. 1934.
- (en colaboración con Emilio Cabanellas) Aborto médico-jurídico-social,. Valencia: Ediciones Orto. 1934.
- Defensa ante el Consejo de Guerra. Ciudad Real: Edición del autor. 1935.
- (en colaboración con Emilio Cabanellas) El instinto y el sexo. Madrid: Editorial Castro. 1936.
- Los caminos y los pueblos. Asunción (Paraguay): Edición de la Oficina de Prensa y Propaganda del Ministerio de Gobierno y Trabajo del Paraguay. 1940.
- (con el seudónimo de William C. Towers) La selva siempre triunfa. Buenos Aires: Editorial Ayacucho. 1944.
- El dictador del Paraguay, Dr. Francia. Buenos Aires: Editorial Claridad. 1944.
- El Derecho del Trabajo y sus contratos. Buenos Aires: Editorial Mundo Atlántico. 1945.
- Los fundamentos del Nuevo Derecho. Buenos Aires: Editorial Americalee. 1945.
- Proa al exilio. Buenos Aires: Editorial Atalaya. 1945.
- Diccionario de Derecho Usual. Buenos Aires: Editorial Atalaya. 1946.
- (en colaboración con Eugenio Pérez Botija) Derecho Constitucional Laboral. Madrid: Editorial Tecnos. 1958.
- Repertorio jurídico de locuciones, máximas y aforismos latinos y castellanos. Buenos Aires: Bibliográfica Omeba. 1959.
- Tratado de Derecho Laboral (diez vols. segunda edición). Buenos Aires: Bibliográfica Omeba. 1963. ISBN 978-950-906-556-7.
- Diccionario militar. Aeronáutico, naval y terrestre. Buenos Aires: Bibliográfica Omeba. 1963. ISBN 950-620-000-9.
- Compendio de Derecho Laboral. Buenos Aires: Bibliográfica Omeba. 1968.
- La guerra de los mil días. Buenos Aires: Editorial Grijalbo. 1973.
- El confín de la esperanza. Buenos Aires: Editorial Heliasta. 1975.
- Cuatro generales. Barcelona: Editorial Planeta, colección Espejo de España. 1977.
- La Guerra Civil y la victoria. Madrid: Editorial Tebas. 1978.
- Diccionario de Derecho Laboral. Buenos Aires: Editorial Heliasta. 1999. ISBN 950-885-024-8.
- Repertorio jurídico. Principios generales del derecho, locuciones, máximas y aforismos latinos y castellanos (4ª edición). Buenos Aires: Editorial Heliasta. 2003. ISBN 950-9065-87-0.
- Diccionario enciclopédico de derecho usual (8 tomos) (25ª edición). Buenos Aires: Editorial Heliasta. 2003. ISBN 978-950-9065-65-9.
- Diccionario jurídico elemental (18ª edición). Buenos Aires: Editorial Heliasta. 2006. ISBN 978-950-885-058-4.
- Tratado de política laboral y social (3 tomos) (2ª edición). Buenos Aires: Editorial Heliasta. 2006. ISBN 950-9065-18-8.

## Autorización
- Datos: Q9001308
- Multimedia: Guillermo Cabanellas / Q9001308